# Belle Belinha
Isabelle Souza, mais conhecida como Belle Belinha (Formiga, 19 de janeiro de 2006), é uma influenciadora digital, cantora e atriz pornográfica brasileira.

## Biografia

### Início de vida
Belinha é natural de Formiga. É filha de Rita de Cássia Caetano de Souza com Mario Ruas Costa, ambos evangélicos. Ela morava com sua avó. Mudou-se para São Paulo com sua mãe. Ela trabalhou ajudando a loja de sua família no Brás e em seguida com telemarketing.

### Influenciadora digital
Bellinha demitiu-se para ganhar dinheiro com a internet. Ela tornou-se famosa ao postar vídeos nas redes socais, principalmente o TikTok e o Instagram, passando a noite no bairro da Liberdade com seus amigos. Sua persona da internet é baseada na cantora Melanie Martinez. Também se inspira em Larissa Manoela e da Kéfera Buchmann. Inicialmente, não revelava seu nome e idade ao público por uma questão de marketing, mas iniciou a gravação dos vídeos enquanto cursava o ensino médio. Muitos dos seus vídeos foram considerados inapropriados para sua idade. Por isso, sofre com hate e suas redes sociais já foram derrubadas, denunciadas ou replicadas. Os ataques foram tantos que a tag Belinha merece respeito viralizou no Twitter.
Seu primeiro vídeo que viralizou foi quando quebrou a quarentena durante a Pandemia de COVID-19 para ir para uma festa. Ela aparecia beijando muitas pessoas, incluindo em uma ocasião onde "testava" o batom de Virgínia Fonseca, comendo junkie food, fumando e bebendo em diversos vídeos. Foi uma das responsáveis pela popularização do meme "eu hablo mesmo". Outro vídeo seu que viralizou foi onde ela pergunta em um shopping "cadê o banheiro dos não binários?" Também viralizou por cozinhar macarrão instantâneo no corote. Por conta do sucesso do meme, em 2022, participou do clipe de Cachorrinhas, de Luísa Sonza. Por causa do clipe, participou de programas de auditório, como Foi Mau, da RedeTV!
Ela também foi acusada de ser golpista. Belinha costumava a dizer que para participar de seus rolês, era preciso pagar no Pix da Neusa. Também surgiu o boato de que ela atendia por Neusa, mas o nome é da mãe do melhor amigo dela. Bellinha diz se tratar de uma brincadeira e que ela não compartilha seu Pix por medo de usarem seu CPF para buscar informações suas na internet.
Em 2023, Bellinha viralizou em um vídeo onde dava uma garrafa de corote sabor blueberry para uma criança. O vídeo foi excluido de suas redes sociais. Sua mãe foi investigada pelo Ministério Público de São Paulo, e declarou que o Ministério deveria investigar o pai, por tê-la abandonado sem pagar pensão e que ela era muito ocupada para cuidar da filha em tempo integral.

### Atriz pornográfica
Em janeiro de 2024, quando fez 18 anos, a adolescente abriu uma conta no Privacy para vender conteúdo pornográfico. Um dia após sua estreia na pornografia, Belinha teve seu material vazado na internet e atingiu o top 4 da plataforma. Ela fez parceria com MC Pipokinha e Andressa Urach.
Durante o carnaval de 2024, Bellinha e outras pessoas expulsaram um idoso do metrô de São Paulo que teria filmado as nádegas de sua amiga. O evento foi filmado e viralizou no X. Alguns acharam que o idoso estaria filmando Bellinha e defenderam, entre outras coisas, que ela já "andava pelada", ao qual ela respondeu que "[é] uma coisa paga, minha imagem". Ainda, o Jornal Razão, de Santa Catarina, noticiou o evento, a chamando de "atriz pornô", mas ela respondeu que "eu sou uma artista". O jornal foi acusado de machismo.
Em 23 de agosto de 2024, Belle Belinha postou um vídeo no Instagram onde fingia estar grávida e ao final adotava um cachorro. As postagens viralizaram no X, com os internautas dizendo jocosamente que o anticristo estava para nascer.